# Halcyon albiventris
Il martin pescatore capobruno (Halcyon albiventris) è una specie di uccello appartenente alla famiglia delle Halcyonidae.

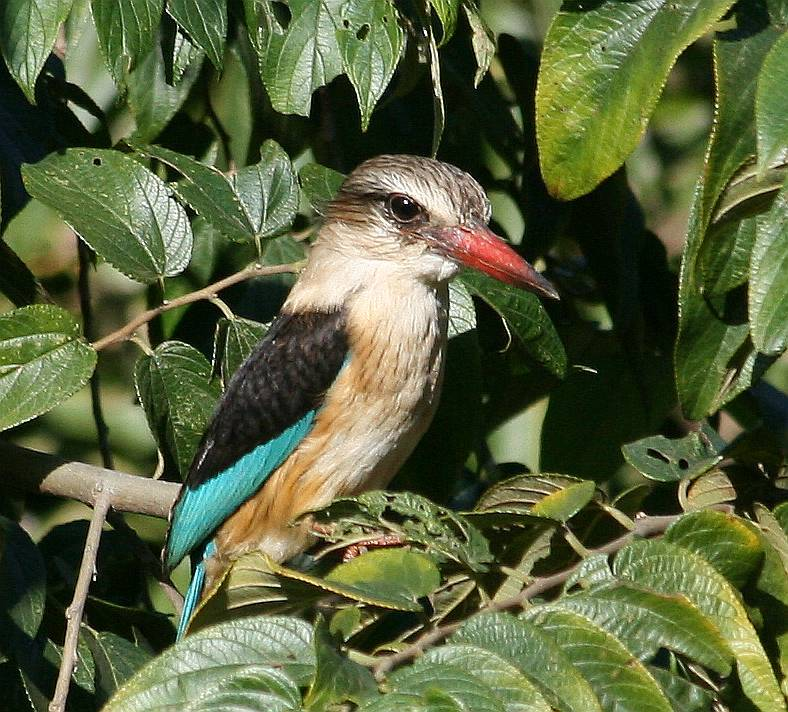
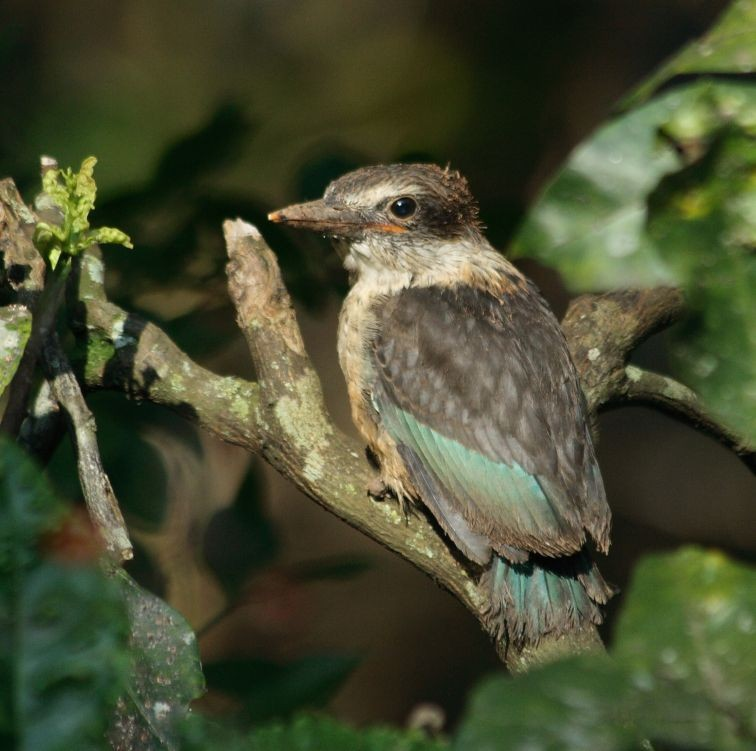

## Descrizione
Come indica il suo nome comune, la parte superiore della testa di questo uccello è screziata con toni di marrone scuro. La schiena e la maggior parte delle ali sono nere, ma le piume secondarie e la coda sono di un blu acceso e brillante. La parte inferiore e il collo sono in generale bianchi, sebbene presentino un colore marrone a chiazze, sui fianchi e sui lati del torace. Il becco è principalmente rosso anche se presenta una punta nera. Anche le zampe sono di colore rosso.

## Distribuzione
Questa specie di martin pescatore è endemica dell'Africa, ed il suo areale si trova in Angola, Botswana, Repubblica Democratica del Congo, Repubblica del Congo, Gabon, Malawi, Mozambico, Namibia, Somalia, Sudafrica, Swaziland, Tanzania, Zambia e Zimbabwe.